# HMS K9
Pour les articles homonymes, voir K9.
Le HMS K9 est un sous-marin britannique de classe K construit pour la Royal Navy par Vickers à Barrow-in-Furness. Sa quille est posée le 28 juin 1915 et il est mis en service le 9 mai 1917. Le HMS K9 est placé en réserve en 1921. Il a été vendu à Charlestown le 23 juillet 1926. Il avait un effectif de cinquante-neuf membres d’équipage et une longueur de 103 m.

## Conception
Le K9 avait un déplacement de 1 800 tonnes en surface et 2 600 tonnes en immersion. Il avait une longueur totale de 103 m, un maître-bau de 8,08 m et un tirant d'eau de 6,38 m. Le sous-marin était propulsé par deux chaudières Yarrow Shipbuilders alimentées au mazout, qui alimentaient chacune une turbine à vapeur Brown-Curtis ou Parsons développant 10 500 ch (7 800 kW) qui entraînaît deux hélices de 2,29 m de diamètre. En immersion, la propulsion était assurée par quatre moteurs électriques, produisant chacun de 350 à 360 ch (260 à 270 kW). Il avait également un moteur Diesel de 800 ch (600 kW), qui était utilisé le temps que la vapeur monte en pression, ou à la place de celle-ci.
Le sous-marin avait une vitesse maximale en surface de 24 noeuds (44 km/h) et une vitesse en immersion de 9 à 9,5 noeuds (16,7 à 17,6 km/h),. Il pourrait opérer à une profondeurs de 150 pieds (46 m) et y parcourir 80 milles marins (150 km) à 2 noeuds (3,7 km/h).
Le K9 était armé de dix tubes lance-torpilles de 18 pouces (457 mm), de deux canons de pont de 4 pouces (100 mm) et d’un canon antiaérien de 3 pouces (76 mm). Ses tubes lance-torpilles étaient répartis ainsi : quatre dans l’étrave, quatre dans la section centrale, tirant sur les côtés, et deux sur le pont dans un affût rotatif. Son effectif était de cinquante-neuf membres d’équipage.